# 은피증
은피증(銀皮症, argyrosis)은 화학 원소 은(銀)에 노출되어 발생하는 피부병이다. 은피증의 가장 두드러진 증상은 피부가 푸른색 또는 청회색으로 변하는 것이다. 신체 전체에 나타나는 일반은피증과 신체 일부에만 나타나는 국소은피증으로 나뉜다.